# Streckkronad taggstjärt
Streckkronad taggstjärt (Cranioleuca hellmayri) är en fågel i familjen ugnfåglar inom ordningen tättingar.

## Utbredning
Fågelns utbredningsområde är i Sierra Nevada de Santa Marta (nordöstra Colombia).

## Status
IUCN kategoriserar arten som livskraftig.

## Namn
Fågelns vetenskapliga artnamn hedrar den österrikisk-amerikanska ornitologen Carl Eduard Hellmayr (1878-1944).